# Panurgus niloticus
Panurgus niloticus är en biart som beskrevs av Warncke 1972. Panurgus niloticus ingår i släktet fibblebin, och familjen grävbin. Inga underarter finns listade i Catalogue of Life.